# Laetacara
Laetacara є невеликим родом з 6 видів риб, ендеміків м'яких, кислих прісноводних вод у Південній Америці. 
Laetacara належить родині Цихлові і входить до підродини Cichlasomatinae. 
Територія розповсюдження роду простирається від верхів'їв річки Оріноко у Венесуелі, до річки Парана в Парагваї. 
Як і в усіх цихлід, у видів Laetacara добре розвинений догляд за потомством. Усі члени роду моногамні. Більшість видів популярні у аматорів акваріумістів. У більшості види Laetacara порівняно невеликі цихліди, ростуть до 5-10 см у довжину і є частиною групи, відомої серед акваріумістів, як карликові цихліди.

## Види
- Laetacara araguaiae Ottoni & Costa, 2009
- Laetacara curviceps (Ahl, 1923)
- Laetacara dorsigera (Heckel, 1840)
- Laetacara flavilabris (Cope, 1870)
- Laetacara fulvipinnis Staeck & Schindler, 2007
- Laetacara thayeri (Steindachner, 1875)